# Jakob Egger
Jakob Egger (* 7. Mai 1821 in Aarwangen; † 12. März 1904 ebenda) war ein Schweizer Pädagoge und Schulpolitiker.

## Kurzbiografie
Jakob Egger wurde 1821 in Aarwangen im Kanton Bern geboren. Seine Ausbildung zum Pädagogen absolvierte er in Hofwil, Yverdon und Ludwigsburg. Er wurde Lehrer an der Sekundarschule Aarberg 1846 und am Seminar in Münchenbuchsee 1852. Von 1856 bis 1895 war er Primarschulinspektor des Kantons Bern und in die Reformierung des dortigen Schulwesens involviert, die er im 1883 erschienenen Buch Zur Neuen Schulreform im Kanton Bern beschrieb.
Er war Verfasser einer Methodik über den Rechenunterricht (1858), einer Geschichte des Primarschulwesens des Kantons Bern (1879) sowie apologetischer Schriften im Geist des Pietismus wie Die Schöpfung der Welt im Lichte der Offenbarungsurkunde und der neuern Naturforschung: ein Beitrag zur gegenseitigen Verständigung (1872). Ausserdem verfasste er 1856 das Buch Das Armen- und Landsassenwesen: Ein Versuch historisch-pragmatischer Darstellung der Armenverhältnisse des Kantons Bern.